# Набережный (Кармаскалинский район)
На́бережный (баш. Набережный) — деревня в Кармаскалинском районе Республики Башкортостан Российской Федерации. Входит в состав Савалеевского сельсовета.

## География

### Географическое положение
Расстояние до:
- районного центра (Кармаскалы): 19 км,
- центра сельсовета (Савалеево): 10 км,
- ближайшей ж/д станции (Ибрагимово): 8 км.

## Население
| 2002 | 2009 | 2010 |
| ---- | ---- | ---- |
| 10   | ↘8   | ↘6   |

Национальный состав
Согласно переписи 2002 года, преобладающая национальность — башкиры (100 %).